# Friedrich Emanuel von Hurter
Friedrich Emanuel von Hurter (Schaffhausen, 1787. március 19. – Graz, 1865. augusztus 27.) német történetíró.

## Élete
Az egyházi pályára lépett, Göttingenban végezte a teológiát és azután Schaffhausenben a református egyházközösség papja lett. Emellett történelmi tanulmányokkal is foglalkozott, melyeknek gyümölcse a Geschichte des Papstes Innocenz III. und seiner zeitgenossen című munka volt. Hurter 1844. június 21-én Rómában a katolikus hitre tért. Két évvel később a bécsi kormány császári és udvari történetíróvá tette és kényelmes állást biztosított neki Bécsben. Az 1848-as forradalom kitörésekor számos ellenfele azzal vádolta, hogy az udvarral titkon konspirál és emiatt állásától megfosztották. A győzedelmes reakció azonban visszahelyezte előbbi állásába és azonfelül nemesi rangra emelte.

## Művei
- Geschichte des Papstes Innocenz III. und seiner zeitgenossen (Hamburg, 1834-42, 3 kötet)
- Beburt und Wiedergeburt. Erinnerungen aus meinem Leben (4. kiad., 2 kötet. Önéletrajzban írja le benne kitérésének történetét)
- Denkwürdigkeiten aus dem letzten Decennium des XVIII. Jahrhunderts (1840)
- Geschichte Ferdinands II. und seiner Eltern (1850-64, 11 kötet, terjedelmes panegirikus az ellenreformáció hősére)
- Philipp Lang, Kammerdiener Rudolfs II. (1851)
- Zur Geschichte Wallensteins (1855)
- Wallensteins vier letzten Lebensjahre (1862)

## Magyarul
- Az alázatosság hónapja. Elmélkedések és imák; egy nő hátrahagyott irataiból kiad. F. Hurter, ford. Kisfaludy Zsigmond; Horák Ny., Esztergom, 1861